# 南沢宇忠治

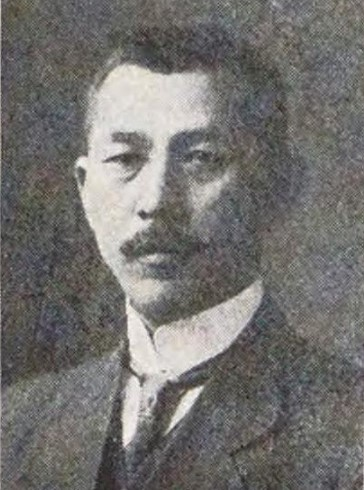
南沢宇忠治

南沢 宇忠治（みなみざわ うちゅうじ、明治7年（1874年）3月21日 - 昭和7年（1932年）4月6日）は、日本の実業家、政治家。衆議院議員。

## 来歴
長野県更級郡石川村（現長野市）に旧松代藩士・南沢忠正の長男として生まれる。旧制長野県尋常中学、旧制第一高等中学を経て、明治34年（1901年）東京帝国大学工科大学電気工学科卒業。大倉組に入社したが、同38年（1905年）に日光電力に技師長として招聘され、その後は独立し　東京に八重洲商会を創立し、電気器具の販売の他、東京市電気局や東京電燈等各社の電気工事の請負を手掛けた。また藤田組と協力し、北安曇郡大町に明治水力電気を創立して重役となった。
大正6年（1917年）第13回衆議院議員総選挙に当選し、千曲川の堤防構築による治水問題に取り組んだ。同14年（1925年）川柳将軍塚古墳の保存に参加し、記念館を建設して寄付を行った。